# Regelmatige veelhoek
Een regelmatige veelhoek is in de meetkunde een veelhoek waarvan alle zijden dezelfde lengte hebben en alle hoeken aan elkaar gelijk zijn. Een regelmatige {\displaystyle n}-hoek is dus opgebouwd uit {\displaystyle n} paarsgewijs met elkaar verbonden even lange lijnstukken die {\displaystyle n} keer dezelfde hoek met elkaar maken. De hoekpunten liggen op een cirkel. Het zijn de gelijkzijdige driehoek, het vierkant, de   regelmatige vijfhoek, regelmatige zeshoek enzovoort.
- De grootte van de hoeken tussen twee verbonden zijden van de regelmatige {\displaystyle n}-hoek is {\displaystyle 180^{\circ }-{\frac {360^{\circ }}{n}}}. Als men een route tegen de klok in langs de omtrek beschouwt, dan maakt men per ronde {\displaystyle n} maal een bocht naar links. Per ronde draait men in totaal 360° naar links, per hoek is dat {\displaystyle {\frac {360^{\circ }}{n}}}. Het supplement daarvan is de hoek tussen de twee zijden.

Neem een willekeurig punt binnen de {\displaystyle n}-hoek en trek van daaruit {\displaystyle n} lijnstukken naar de hoekpunten. Hierdoor ontstaan {\displaystyle n} driehoeken. De som van de hoeken van iedere driehoek is 180°. Bij elkaar opgeteld leveren de hoeken van de {\displaystyle n} driehoeken een totaal van {\displaystyle n\cdot 180^{\circ }}. Hiervan bevindt zich, na aftrekken van de hoeken die samenkomen bij het inwendige punt, {\displaystyle n\cdot 180^{\circ }-360^{\circ }=(n-2)\cdot 180^{\circ }} langs de randen van de veelhoek. Omdat alle {\displaystyle n} hoeken van de veelhoek even groot zijn, is de grootte van elke hoek gelijk aan
{\displaystyle {\frac {n\cdot 180^{\circ }-360^{\circ }}{n}}=180^{\circ }-{\frac {360^{\circ }}{n}}}

gelijkzijdige driehoek
vierkant
regelmatige vijfhoek
regelmatige zeshoek met apothema

- Het is dan en slechts dan mogelijk een regelmatige {\displaystyle n}-hoek alleen met passer en liniaal te tekenen als {\displaystyle n} het product is van oneven priemfactoren, die allemaal verschillende fermat-priemgetallen zijn en van een macht van {\displaystyle 2}. Dit komt met de stelling van Gauss-Wantzel overeen dat de bij {\displaystyle n} horende indicator φ(n) een macht is van {\displaystyle 2}. De enige bekende fermat-priemgetallen zijn {\displaystyle 3,5,17,257} en {\displaystyle 65537}.
- Het Oudgrieks voor hoek was Γωνία, gonia. De namen voor de verschillende veelhoeken in het Grieks waren het telwoord met daarachter gonia. Die namen hebben de regelmatige veelhoeken in het Engels vanaf de vijfhoek nog steeds.
- Een sterveelhoek is een regelmatige figuur in het platte vlak waarvan de hoekpunten ook op een cirkel liggen, maar de zijden van een sterveelhoek doorsnijden elkaar.
- Een regelmatig veelvlak is een regelmatige figuur in drie dimensies, waarvan de zijvlakken regelmatige veelhoeken zijn en waarvan alle hoekpunten op een bol liggen.

| regelmatige veelhoeken | regelmatige veelhoeken | regelmatige veelhoeken | regelmatige veelhoeken |
| naam                   | aantal zijden          | hoek                   | som der hoeken         |
| ---------------------- | ---------------------- | ---------------------- | ---------------------- |
| driehoek               | 3                      | 60°                    | 180°                   |
| vierkant               | 4                      | 90°                    | 360°                   |
| vijfhoek               | 5                      | 108°                   | 540°                   |
| zeshoek                | 6                      | 120°                   | 720°                   |
| zevenhoek              | 7                      | ± 128,6°               | 900°                   |
| achthoek               | 8                      | 135°                   | 1080°                  |
| negenhoek              | 9                      | 140°                   | 1260°                  |
| tienhoek               | 10                     | 144°                   | 1440°                  |
| elfhoek                | 11                     | ± 147,3°               | 1620°                  |
| twaalfhoek             | 12                     | 150°                   | 1800°                  |
| dertienhoek            | 13                     | ± 152,308°             | 1980°                  |
| veertienhoek           | 14                     | ± 154,285°             | 2160°                  |
| vijftienhoek           | 15                     | 156°                   | 2340°                  |
| zestienhoek            | 16                     | 157,5°                 | 2520°                  |
| zeventienhoek          | 17                     | ± 158,82°              | 2700°                  |
| achttienhoek           | 18                     | 160°                   | 2880°                  |
| negentienhoek          | 19                     | ± 161,052°             | 3060°                  |
| twintighoek            | 20                     | 162°                   | 3240°                  |